# Pintér Ádám
Pintér Ádám (Balassagyarmat, 1988. június 12. –) magyar válogatott labdarúgó. Pályafutása során megfordult az MTK Budapest, a Zaragoza ,a Greuther Fürth, a Ferencváros és a Levadiakósz csapatában is. Az MTK Budapest csapatával egy bajnoki címet (2008) és egy ezüstérmet (2007) szerzett, a Ferencvárossal bajnok és kupagyőztes volt a 2015–2016-os idényben. Válogatott pályafutásának legnagyobb sikere, hogy részt vett a 2016-os labdarúgó-Európa-bajnokságon, ahol az osztrákok, portugálok és a belgák elleni mérkőzéseken is pályára lépett.

## Pályafutása

### MTK Budapest
Pintér az agárdi Sándor Károly Akadémia neveltje. 2006-ban került fel az MTK Budapest felnőtt csapatához, s 2006. július 29-én a REAC elleni bajnokin debütált az élvonalban, csereként. A szezonban összesen 20 mérkőzésen lépett pályára, s a Diósgyőr ellen megszerezte első gólját is, 2007. május 8-án. A bajnokságot ezüstérmesként zárták, így elindulhattak az UEFA-kupában. Az 1. selejtezőkörben a Mika Jerevánnal találkozott az MTK, és 2–2-es összesítéssel, idegenben szerzett több góllal jutott tovább az örmény csapat. Pintér első nemzetközi kupamérkőzésén gólt szerzett.
A 2007–08-as szezonban 25 találkozón szerepelt, két gólt szerzett, mindkettőt a Tatabánya ellen. A bajnokságot sikerült megnyerniük, és a szuperkupát is elhódították. A nemzetközi kupában a Fenerbahçe 7–0-s összesítéssel ejtette ki őket.
A 2008–09-es évadban a hetedik helyen zártak, Pintér 16 mérkőzésen szerepelt. Gólt nem sikerült elérnie.
A 2009–10-es bajnokságban, egy helyet javítva az előző évihez képest, a hatodik helyen fejezték be. A hátvéd 26 találkozón játszott, és egy ízben a másodosztályú csapatban is szerepelt. Gólt nem szerzett.
A 2010–11-es szezont még a budapesti kék-fehéreknél kezdte el, azonban három találkozó után Spanyolországba szerződött. Utolsó MTK-s mérkőzését 2010. augusztus 22-én játszotta a Győri ETO ellen.
Bár eleinte középpályásként számítottak rá a csapatánál, későbbiekben már hátvédként szerepeltette edzője, Garami József. Az MTK-nál 91 bajnokin szerepelt és ezeken a találkozókon négy gólt ért el. A csapattal egy-egy bajnoki aranyat, illetve ezüstérmet nyert. A szuperkupát egyszer hódították el.

### Zaragoza
2010. augusztus 25-én írta alá a négy évre szóló szerződését a spanyol élvonalban szereplő Real Zaragozánál. 2010. szeptember 19-én mutatkozott be új klubjában, a Racing Santander ellen. A mérkőzésen a 61. percben lépett pályára. A csapatnál összesen 48 meccsen (44 bajnoki és 4 kupa) lépett pályára, de gólt nem szerzett. 2013. augusztus 9-én a spanyol másodosztályba kiesett klub felbontotta szerződését, így a válogatott középpályás új csapatot kereshetett magának.

### Tom Tomszk
2013. szeptember 2-án, az átigazolási időszak utolsó napján írt alá az Orosz Premjier League-ben szereplő Tom Tomszkhoz.
Szeptember 15-én a bajnokság 8. fordulójában mutatkozott be új csapatában, a Tomszk 2–2-es döntetlent játszott az Anzsival, Pintér végigjátszotta a mérkőzést. Az idény során tíz bajnokin kapott lehetőséget, a Tom Tomszk pedig kiesett az élvonalból a szezon végén.

### Levadiakosz
2014. augusztus 5-én a görög első osztályú Levadiakószhoz írt alá két évre. Augusztus 26-án, az első fordulóban kezdőként debütált új csapatában. 2015. július 31-én a Levadiakosz közös megegyezéssel felbontotta a szerződését, így szabadon igazolhatóvá vált.

### Ferencvárosi TC
2015. augusztus 19-én a Ferencvárosi TC szerződtette. A Békéscsaba elleni 1–0-s győzelem alkalmával mutatkozott be új csapatában szeptember 19-én. Első bajnoki gólját is a viharsarkiak ellen szerezte a bajnokság 20. fordulójában, 2015. február 13-án, az FTC 1-0-ra megnyerte a találkozót. A védőként és védekező középpályásként is szereplő Pintér 18 bajnokin két gólt szerzett a 2015–2016-os bajnokságban, a szezon végén pedig bajnoki címet és kupagyőzelmet ünnepelhetett a zöld-fehérekkel.

### Greuther Fürth
2017. január 28-án a német másodosztályú, Megyeri Balázst is foglalkoztató Greuther Fürth játékosa lett. Első bajnoki mérkőzését öt nap múlva játszotta, a 75. percben állt be a Hannover 96 ellen 4-1-re megnyert hazai bajnokin. Február 7-én a Német kupa nyolcaddöntőjében a Borussia Mönchengladbach elleni találkozó 18. percében kiállították durva szabálytalanságért, csapata 2–0-s vereséget szenvedett és kiesett.

### MTK Budapest
2018. július 5-én négy évre szóló szerződést írt alá nevelőklubjához, az MTK-hoz. Az ezt követő három szezonban volt a csapat tagja, a 2020-2021-es szezont követően jelentette be visszavonulását.

### A válogatottban
A válogatottban 2010. október 12-én mutatkozott be. Finnország ellen csereként lépett pályára a 75. percben. Részt vett a 2016-os labdarúgó-Európa-bajnokságon. Pályára lépett két csoport mérkőzésen is, az Ausztria elleni 2-0 győzelem, és a Portugália elleni 3-3-as döntetlen alkalmával.

## Sikerei, díjai

### Klubcsapattal
- MTK
  - Magyar bajnok (1): 2008
  - Magyar bajnoki ezüstérmes (1): 2007
  - Magyar szuperkupa-győztes (1): 2008
- Ferencvárosi TC
  - Magyar bajnok (1): 2016
  - Magyar kupagyőztes (1): 2016
  - Magyar szuperkupa-győztes (1): 2016

### Válogatottal
- Magyarország:
  - Európa-bajnokság-nyolcaddöntő : 2016

## Statisztika

### Válogatottban
| Magyarország | Magyarország | Magyarország |
| Év           | Mérk.        | Gólok        |
| ------------ | ------------ | ------------ |
| 2010         | 2            | 0            |
| 2011         | 5            | 0            |
| 2012         | 6            | 0            |
| 2013         | 4            | 0            |
| 2014         | –            | –            |
| 2015         | 2            | 0            |
| 2016         | 6            | 0            |
| 2017         | 2            | 0            |
| 2018         | 2            | 0            |
| Összesen     | 29           | 0            |

### Mérkőzései a válogatottban
| Magyarország | Magyarország        | Magyarország                              | Magyarország     | Magyarország | Magyarország     | Magyarország    | Magyarország | Magyarország |
| #            | Dátum               | Helyszín                                  | Hazai            | Eredmény     | Vendég           | Kiírás          | Gólok        | Esemény      |
| ------------ | ------------------- | ----------------------------------------- | ---------------- | ------------ | ---------------- | --------------- | ------------ | ------------ |
| 1.           | 2010. október 12.   | Helsinki, Olimpiai Stadion                | Finnország       | 1 – 2        | Magyarország     | Eb-selejtező    | -            | 75'          |
| 2.           | 2010. november 17.  | Székesfehérvár, Sóstói Stadion            | Magyarország     | 2 – 0        | Litvánia         | barátságos      | -            | 78'          |
| 3.           | 2011. március 29.   | Amszterdam, Amsterdam ArenA               | Hollandia        | 5 – 3        | Magyarország     | Eb-selejtező    | -            | 39' 46'      |
| 4.           | 2011. június 3.     | Luxembourg, Stade Josy Barthel            | Luxemburg        | 0 – 1        | Magyarország     | barátságos      | -            | 68'          |
| 5.           | 2011. június 7.     | Serravalle, Olimpiai Stadion              | San Marino       | 0 – 3        | Magyarország     | Eb-selejtező    | -            | 87'          |
| 6.           | 2011. szeptember 2. | Budapest, Puskás Ferenc Stadion           | Magyarország     | 2 – 1        | Svédország       | Eb-selejtező    | -            |              |
| 7.           | 2011. szeptember 6. | Chișinău, Zimbru Stadion                  | Moldova          | 0 – 2        | Magyarország     | Eb-selejtező    | -            | 64'          |
| 8.           | 2012. február 29.   | Győr, ETO Park                            | Magyarország     | 1 – 1        | Bulgária         | barátságos      | -            |              |
| 9.           | 2012. június 1.     | Prága, Generali Arena                     | Csehország       | 1 – 2        | Magyarország     | barátságos      | -            |              |
| 10.          | 2012. június 4.     | Budapest, Puskás Ferenc Stadion           | Magyarország     | 0 – 0        | Írország         | barátságos      | -            | a szünetben  |
| 11.          | 2012. augusztus 15. | Budapest, Puskás Ferenc Stadion           | Magyarország     | 1 – 1        | Izrael           | barátságos      | -            | 79'          |
| 12.          | 2012. október 16.   | Budapest, Puskás Ferenc Stadion           | Magyarország     | 3 – 1        | Törökország      | vb-selejtező    | -            | 77'          |
| 13.          | 2012. november 14.  | Budapest, Puskás Ferenc Stadion           | Magyarország     | 0 – 2        | Norvégia         | barátságos      | -            | 59'          |
| 14.          | 2013. február 6.    | Belek, Bellis Sports Center (TUR)         | Fehéroroszország | 1 – 1        | Magyarország     | barátságos      | -            |              |
| 15.          | 2013. március 22.   | Budapest, Puskás Ferenc Stadion           | Magyarország     | 2 – 2        | Románia          | vb-selejtező    | -            |              |
| 16.          | 2013. március 26.   | Isztambul, Şükrü Saracoğlu Stadion        | Törökország      | 1 – 1        | Magyarország     | vb-selejtező    | -            |              |
| 17.          | 2013. augusztus 14. | Budapest, Puskás Ferenc Stadion           | Magyarország     | 1 – 1        | Csehország       | barátságos      | -            | a szünetben  |
| 18.          | 2015. március 29.   | Budapest, Groupama Aréna                  | Magyarország     | 0 – 0        | Görögország      | Eb-selejtező    | -            | 70' 79'      |
| 19.          | 2015. november 15.  | Budapest, Groupama Aréna                  | Magyarország     | 2 – 1        | Norvégia         | Eb-selejtező    | -            | a szünetben  |
| 20.          | 2016. május 20.     | Budapest, Groupama Aréna                  | Magyarország     | 0 – 0        | Elefántcsontpart | barátságos      | -            |              |
| 21.          | 2016. június 4.     | Gelsenkirchen, Veltins-Arena              | Németország      | 2 – 0        | Magyarország     | barátságos      | -            | 59'          |
| 22.          | 2016. június 14.    | Bordeaux, Stade Bordeaux-Atlantique (FRA) | Ausztria         | 0 – 2        | Magyarország     | Eb-csoportkör   | -            | 89'          |
| 23.          | 2016. június 22.    | Lyon, Stade des Lumières (FRA)            | Magyarország     | 3 – 3        | Portugália       | Eb-csoportkör   | -            |              |
| 24.          | 2016. június 26.    | Toulouse, Stadium de Toulouse (FRA)       | Magyarország     | 0 – 4        | Belgium          | Eb-nyolcaddöntő | -            | 75'          |
| 25.          | 2016. november 15.  | Budapest, Groupama Aréna                  | Magyarország     | 0 – 2        | Svédország       | barátságos      | -            |              |
| 26.          | 2017. március 25.   | Lisszabon, Estádio da Luz                 | Portugália       | 3 – 0        | Magyarország     | vb-selejtező    | -            | 85'          |
| 27.          | 2017. szeptember 3. | Budapest, Groupama Aréna                  | Magyarország     | 0 – 1        | Portugália       | vb-selejtező    | -            | 67'          |
| 28.          | 2018. március 23.   | Budapest, Groupama Aréna                  | Magyarország     | 2 – 3        | Kazahsztán       | barátságos      | -            | 68'          |
| 29.          | 2018. március 27.   | Budapest, Groupama Aréna                  | Magyarország     | 0 – 1        | Skócia           | barátságos      | -            | a szünetben  |
|              | Összesen            |                                           |                  | 29           | mérkőzés         |                 | 0            | gól          |